# 桂线虫科
桂线虫科（学名：Lauratonematidae）为刺嘴目的一个科。

## 下级分类
本科包括以下属：
- 桂线虫属 Lauratonema Gerlach, 1953
- 小桂线虫属 Lauratonemella Chesunov, 1984，异名：Lauratonemella Tchesunov, 1984
- Lauratonemoides De Coninck, 1965